# بني عمر (المفتاح)

تعديل مصدري - تعديل

بني عمر هي إحدى قرى عزلة الجبر الاسفل بمديرية المفتاح التابعة لمحافظة حجة، بلغ تعداد سكانها 508 نسمة حسب تعداد اليمن لعام 2004.